# Dickson Etuhu
Dickson Paul Etuhu (* 8. června 1982, Kano, Nigérie) je nigerijský fotbalista, který v současnosti hraje za anglický Blackburn Rovers. Pravidelně nastupuje na pozici defenzivního záložníka.

## Kariéra
Etuhu začal kariéru v Manchesteru City, kde odehrál však jen 12 zápasů. Proto v roce 2002 odešel do Prestonu za 300 tisíc liber. V Prestonu zažil úspěšné období a v sezóně 2004-05 se klub dostal v League Championship až do finále play-off, kde však prohrál s West Hamem. Už tehdy se o něj začínaly zajímat některé prvoligové kluby, například Everton a West Bromwich Albion FC. Nakonec odešel do Norwiche, kde však odehrál pouhou sezonu a půl. V roce 2007 přestoupil do Sunderlandu a poprvé odehrál zápasy v Premier League, což mu také pomohlo ke vstupu do reprezentace. Svůj první gól v dresu Sunderlandu vstřelil v únoru 2008 proti Wiganu. V Sunderlandu však vydržel jen sezonu a stěhoval se znovu, tentokrát do Fulhamu, kde podepsal tříletou smlouvu. První gól za Fulham vstřelil proti svému bývalému klubu Manchesteru City na jeho stadionu a pomohl k výhře 3-1. V sezoně 2009-10 vstřelil svůj první gól v evropských pohárech, když se trefil proti Vetře Vilnius. Dále zaznamenal gól proti Juventusu při porážce 3-1. Tento gól se však ukázal jako nesmírně důležitý, protože doma Fulham vyhrál odvetu 4-1 a postoupil do čtvrtfinále Evropské ligy. Fulham nakonec v Evropské lize došel až do finále, kde podlehl v nastavení Atlétiku Madrid. Etuhu odehrál celý zápas. V další sezoně se konečně dočkal prvního gólu v Premier League, když pomohl Fulhamu k remíze 2-2 na hřišti Blackpoolu gólem v 90. minutě.

## Reprezentace
V září 2007 byl Etuhu poprvé povolán do nigerijské reprezentace. Nejprve odehrál dvě přátelská utkání a potom se účastnil i Afrického poháru národů v lednu 2008. Etuhu také odehrál zápasy na Mistrovství světa v JAR v roce 2010, kde tým skončil ve skupině. Po mistrovství však už dále nechtěl hrát pod trenérem Samsonem Siasiem a dočasně ukončil svoji reprezentační kariéru. Po nástupu nového trenéra Stephena Keshiho se už týmu vrátil a odehrál několik přátelských zápasů.

## Osobní život
Dickson Etuhu má mladšího bratra Kelvina, který je rovněž profesionálním fotbalistou a také začínal svou kariéru v Manchesteru City, kde dokonce vstřelil gól. Jenže v únoru 2010 se Kelvin popral v kasinu s mužem, kterému zlomil čelist. Vše zachytily kamery a v březnu 2011 byl poslán na osm měsíců do vězení.

## Úspěchy
- Evropská liga UEFA 2009-10: finále